# Hambantota
Hambantota (en cingalés: හම්බන්තොට, en tamil: அம்பாந்தோட்டை) es una ciudad de Sri Lanka, capital del distrito homónimo, en la Provincia del Sur.
La ciudad fue devastada por el terremoto del océano Índico de 2004, incluyendo un tsunami que mató a un número importante de pobladores.

## Transporte
Fue desarrollada significativamente por la administración de Mahinda Rajapaksa, natural de Hambantota. Los proyectos incluyeron el AIMR y el puerto de Hambantota. Este se construyó por un valor de USD$1.100 millones en 2017, inversión por parte del gobierno chino y control administrativo hasta 99 años, en alquiler. Así como la financiación del puerto de Gwadar en Paquistán.

## Geografía
Se encuentra a una altitud de 16 m s. n. m. a 213 km de la capital nacional, Colombo, en la zona horaria UTC +5:30.

## Demografía
Según estimación de 2012 contaba con una población de 8283 habitantes.